# Tranvia Castellammare di Stabia-Sorrento
La tranvia Castellammare di Stabia – Sorrento era una linea tranviaria della Campania, che univa la stazione FS di Castellammare di Stabia con Sorrento, attraversando quasi interamente la penisola sorrentina: inaugurata nel 1906, fu chiusa nel 1948, a seguito del prolungamento della ferrovia Circumvesuviana da Castellammare di Stabia a Sorrento.

## Storia

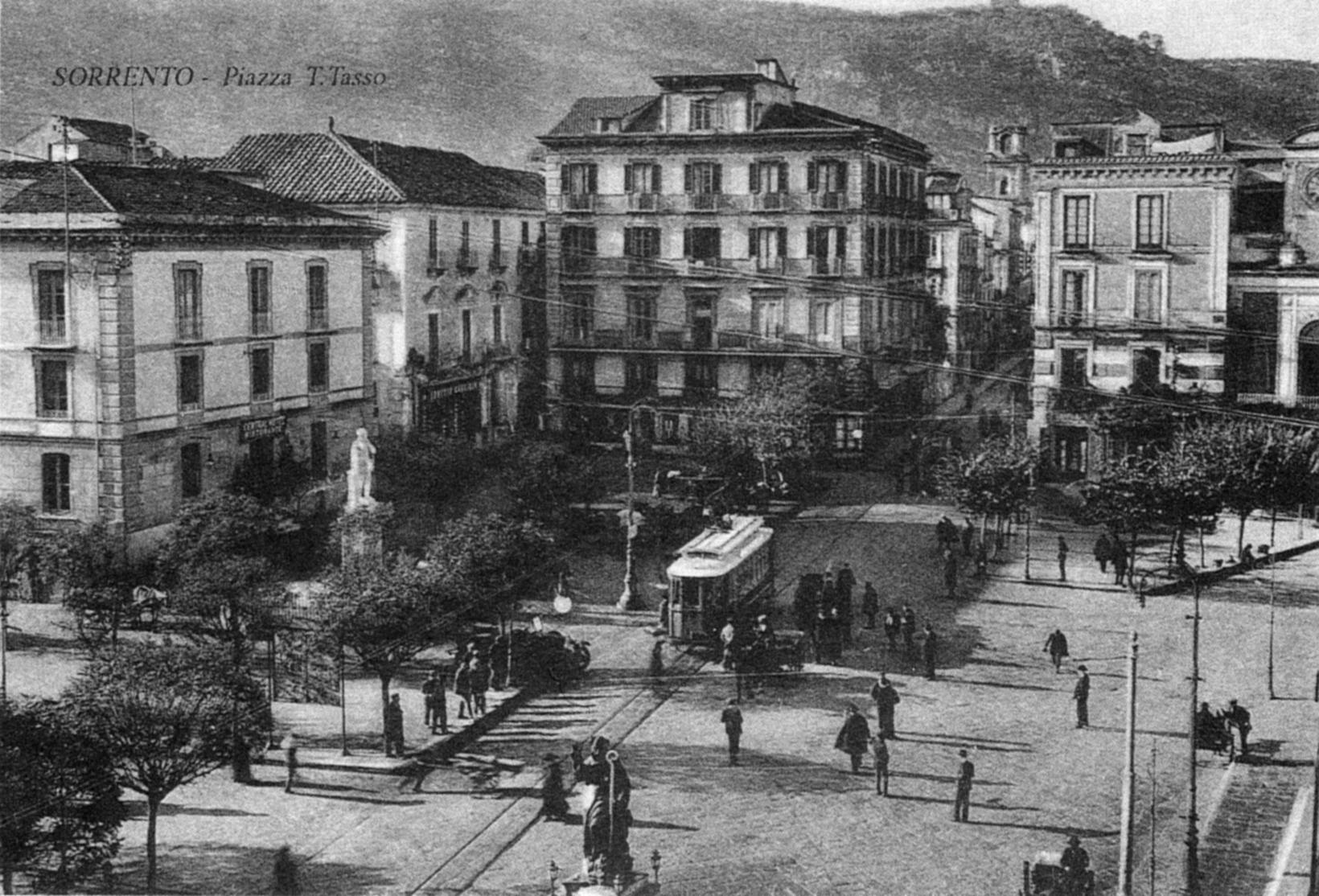
Il tram a piazza Tasso a Sorrento

Storicamente, a causa della difficile orografia del territorio, la penisola sorrentina aveva sofferto dell'isolamento con il resto del napoletano, con il quale era collegata tramite una stretta e tortuosa mulattiera, che solo nel 1843 per volontà di Ferdinando II delle Due Sicilie, fu ampliata e resa percorribile solo con carrozze o a dorso di mulo.
Tuttavia restava il problema dell'assenza di un collegamento veloce con Napoli: fu così che nel 1885, un industriale francese, Giuseppe Haour, propose la costruzione di una linea tranviaria, che partendo da Sorrento, giungesse a Castellammare di Stabia, nella piazza antistante la stazione FS dove proseguire, in treno, per Napoli. Problemi di natura burocratica portarono l'industriale a cedere i diritti del progetto ad un consorzio di 34 persone, che aveva assunto il nome di Società per Azioni delle Tranvie Sorrentine, nel 1903: i lavori di realizzazione della linea, affidati alla ditta Roberto Scotto di Tella, proseguirono a rilento e l'inaugurazione avvenne il 20 gennaio 1906; i tempi di percorrenza dell'intero percorso, 19,6 km, erano di un'ora e 36 minuti, con una cadenza di un tram ogni trenta minuti, a cui andava poi aggiunto un servizio navetta tra Meta e Sorrento, con una cadenza oraria tale che su questa tratta passasse un convoglio ogni quindici minuti. La tranvia correva in sede promiscua nei centri abitati, mentre lungo la strada statale da Pozzano a Vico Equense e da Seiano a Meta, correva in sede riservata: nel primo caso erano utilizzate rotaie di tipo Phoenix, mentre nel secondo di tipo Vignoles; i deviatoi totali erano venti, quattordici di tipo Vignoles e gli altri sei di tipo Phoenix: tutta la linea aveva uno scartamento di 0,95 metri. La trazione era elettrica, a 600 Volt e due sottostazioni erano poste una a Meta, nei pressi del deposito, prima della costruzione della nuova centrale e una a Castellammare di Stabia.

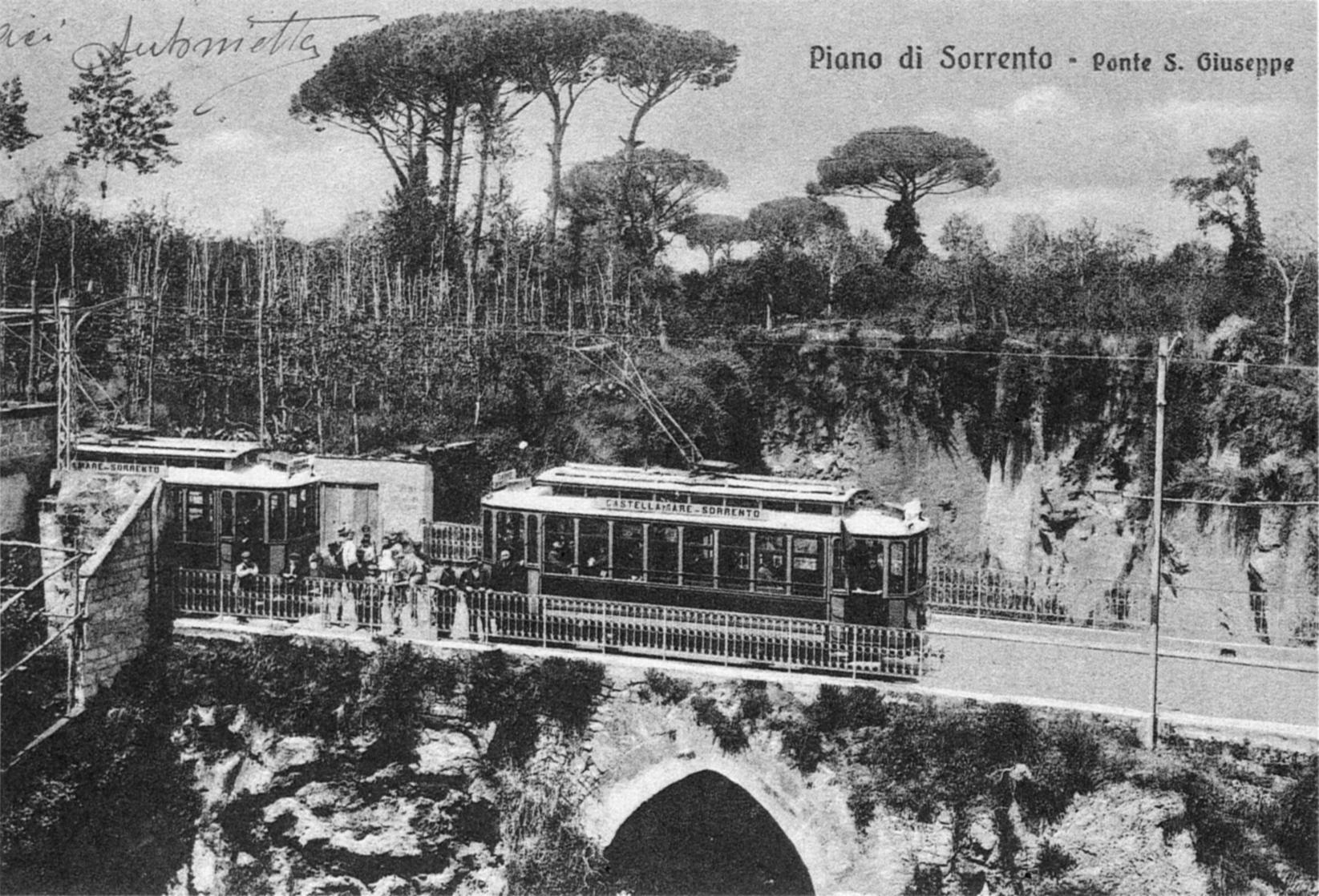
Il tram a Piano di Sorrento

I primi anni di vita della tranvia furono costellati di numerosi problemi, soprattutto di natura economica: prima, un contenzioso con la ditta costruttrice, che a causa dell'aumento dei costi di lavoro, ottenne un risarcimento di 800.000 lire, cifra assai esorbitante per l'epoca ed in seguito diverse spese per ampliare il deposito di Meta e far fronte ai deragliamenti e agli incidenti provocati dalle automotrici. Addirittura nelle estati del 1907 e 1908, le avverse condizioni meteorologiche che, con stagioni piovose, ridussero i flussi turistici e quindi eventuali entrate: tuttavia, come si legge in uno scritto dell'epoca, il servizio fu molto apprezzato dalla popolazione e dai turisti:
(Giuseppe Biroccini)

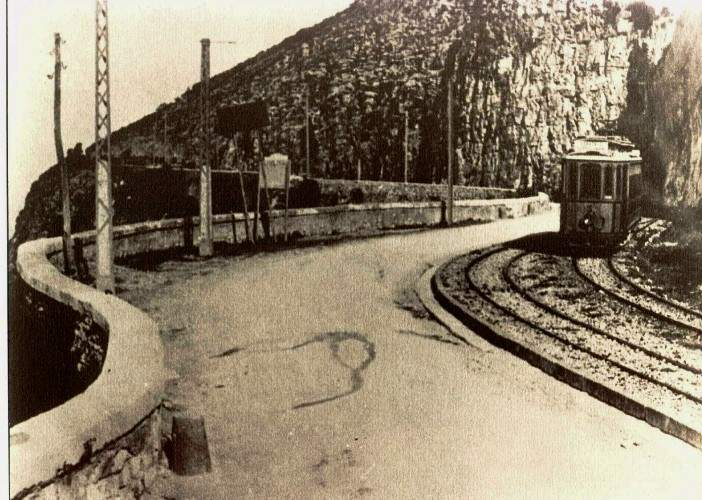
Il tram tra Meta e Montechiaro

I problemi finanziari portarono ad accantonare i progetti di prolungamento della tranvia dalla città stabiese verso la stazione SFSM di Torre Annunziata, per creare così un collegamento con i comuni vesuviani e da Sorrento verso Massa Lubrense. Con il passare degli anni la situazione continuò a peggiorare: lo scoppio della prima guerra mondiale azzerò completamente i flussi turistici e di conseguenza la maggior parte delle entrate vennero a mancare, inoltre la tranvia fu costretta ad operare durante tutto il conflitto nonostante le numerose perdite. Nell'ottobre 1917 la società chiese l'esercizio di stato, ossia lo stanziamento di fondi da parte del governo in cambio dell'individuazione della pubblica utilità del servizio: se tale richiesta non fosse stata accettata la tranvia sarebbe stata chiusa il 1º dicembre dello stesso anno. Il governo accettò la richiesta e l'anno successivo arrivarono i primi fondi; al contempo tre automotrici furono vendute per acquistare due autobus che dal 1919 operarono tra Sorrento e Meta, in aiuto al tram.

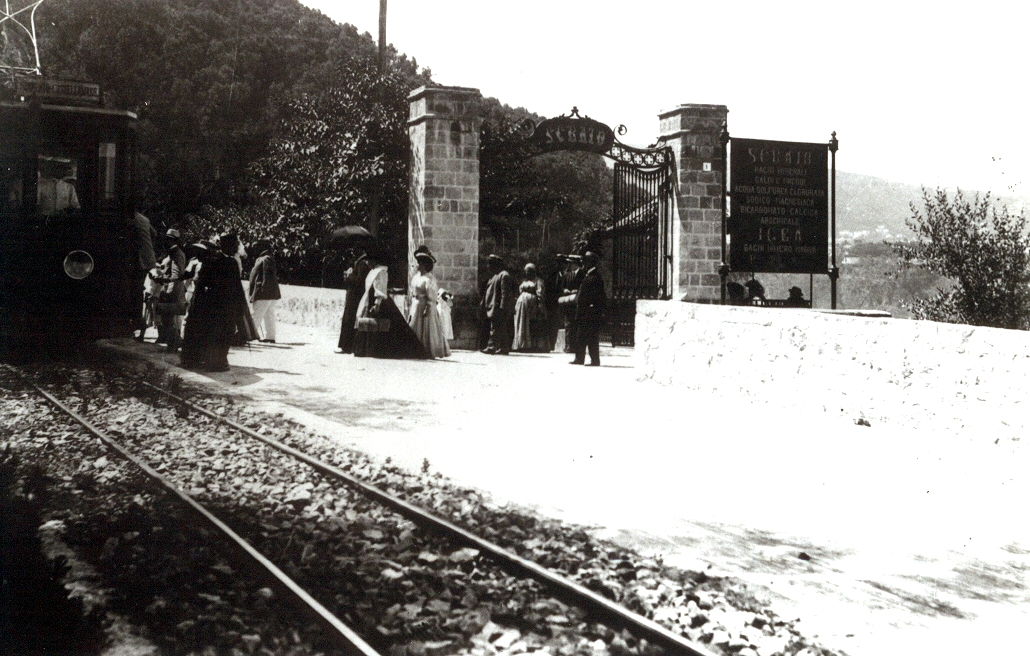
Il tram presso lo stabilimento termale dello Scrajo

Per oltre un decennio la vita della tranvia continuò a scorrere tranquilla anche se tra diverse difficoltà economiche, fino al 23 maggio 1921, quando nel consiglio di amministrazione entrarono alcuni membri della SFSM: disponendo di maggiori doti sia tecniche che economiche la linea fu completamente rimodernata. La trazione passò dalla corrente termoelettrica della centrale di Alimuri a quella idroelettrica della centrale nei pressi del deposito di Meta, fu rinnovato il parco vetture e il capolinea della città stabiese fu spostato nei pressi della stazione SFSM di Castellammare di Stabia: in poco tempo si registrò un aumento notevole di utenza e conseguentemente anche di entrate economiche. Tuttavia lo scoppio della seconda guerra mondiale provocò, anche se non direttamente, numerosi danni alla linea: il 15 settembre 1943 i danneggiamenti provocati al ponte di Seiano, costrinsero gli addetti alla chiusura della tranvia, riaperta poi il 28 novembre solo nel tratto tra Sorrento e Meta e interamente il 25 gennaio 1944, grazie ad un ponte provvisorio, anche se per limitare l'uso di corrente il servizio non veniva svolto dalle 9 alle 15.
Il 6 gennaio 1948, con l'apertura del prolungamento della ferrovia da Castellammare di Stabia a Sorrento, la tranvia diviene un inutile doppione e lo stesso giorno venne chiusa: in poco tempo tutto l'armamento fu rimosso, mentre a seguito di un contenzioso tra la STS ed un consorzio dei comuni interessanti dal passaggio del tram, tutto il materiale conservato nel deposito di Meta non poté essere venduto, se non per rottamazione, nel 1952; il 12 aprile dello stesso anno la Società delle Tranvie Sorrentine fu messa in liquidazione. Della tranvia non rimane più alcuna traccia e parte del suo tracciato viene percorso dalla strada statale 145 Sorrentina.

## Caratteristiche

### Percorso
| Continuation backward |

|  |  | Unknown route-map component "eABZg+l" | Unknown route-map component "exCONTfq" |  |

| End station |

| Unknown route-map component "uexKBHFa" |

|  |  | Unused straight waterway |  | Continuation backward |

|  |  | Unknown route-map component "uexABZg+l" | Unknown route-map component "uexKBHFeq" | Station on track |

|  |  | Unused straight waterway |  | Continuation forward |

| Unknown route-map component "uexHST" |

| Unknown route-map component "uexHST" |

| Unknown route-map component "uexHST" |

| Unknown route-map component "uexBHF" |

| Unknown route-map component "uexhSTRae" |

| Unknown route-map component "uexHST" |

| Unknown route-map component "uexHST" |

| Unknown route-map component "uexBHF" |

|  |  | Unknown route-map component "uexABZg+l" | Unknown route-map component "uexKDSTeq" |  |

| Unknown route-map component "uexBHF" |

| Unknown route-map component "uexBHF" |

| Unknown route-map component "uexKBHFe" |

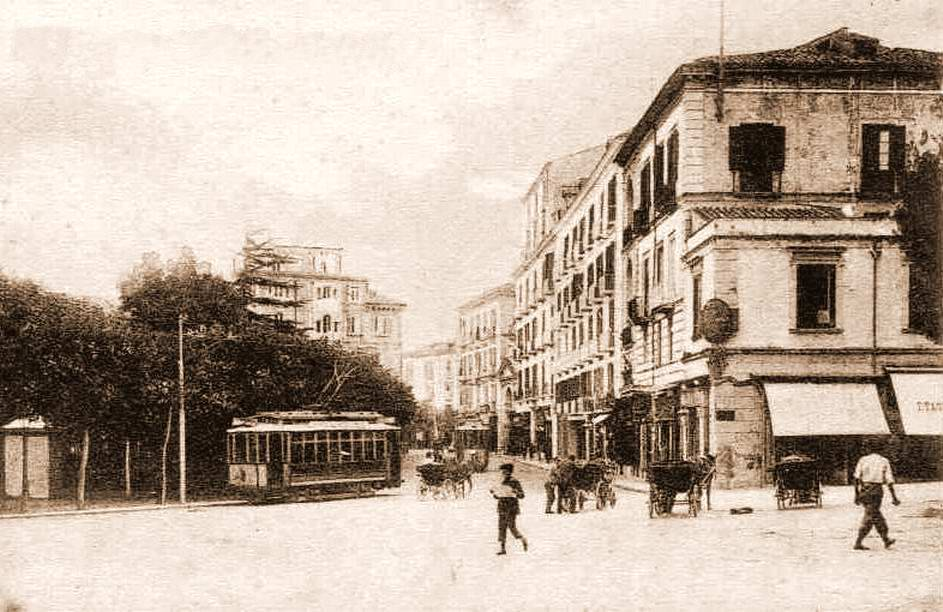
Il tram a piazza Municipio a Castellammare di Stabia

La tranvia partiva originariamente dalla stazione FS di Castellammare di Stabia, dove era posto un doppio binario, per proseguire lungo il centro cittadino, fino all'altezza dell'ingresso dei cantieri navali e della Antiche Terme, dove il binario diventava singolo.
Si proseguiva per la parte bassa della frazione di Pozzano, dov'era posto un raddoppio dei binari per permettere gli incroci, e poi verso lo stabilimento termale-balneare dello Scrajo: oltre ad un nuovo raddoppio della linea, il percorso era particolarmente tortuoso a causa delle numerose curve.
La tranvia transitava poi per il centro di Vico Equense, passava sul ponte di Seiano e proseguiva verso la frazione di Montechiaro: durante questo tragitto si incontravano quattro punti per l'incrocio delle automotrici. Iniziava così il tratto più difficoltoso della linea, che, tramite una stretta strada e curve a bassissimo raggio, superava il costone roccioso che conduceva a Meta, la cui fermata con raddoppio era posta dinanzi alla basilica di Santa Maria del Lauro.

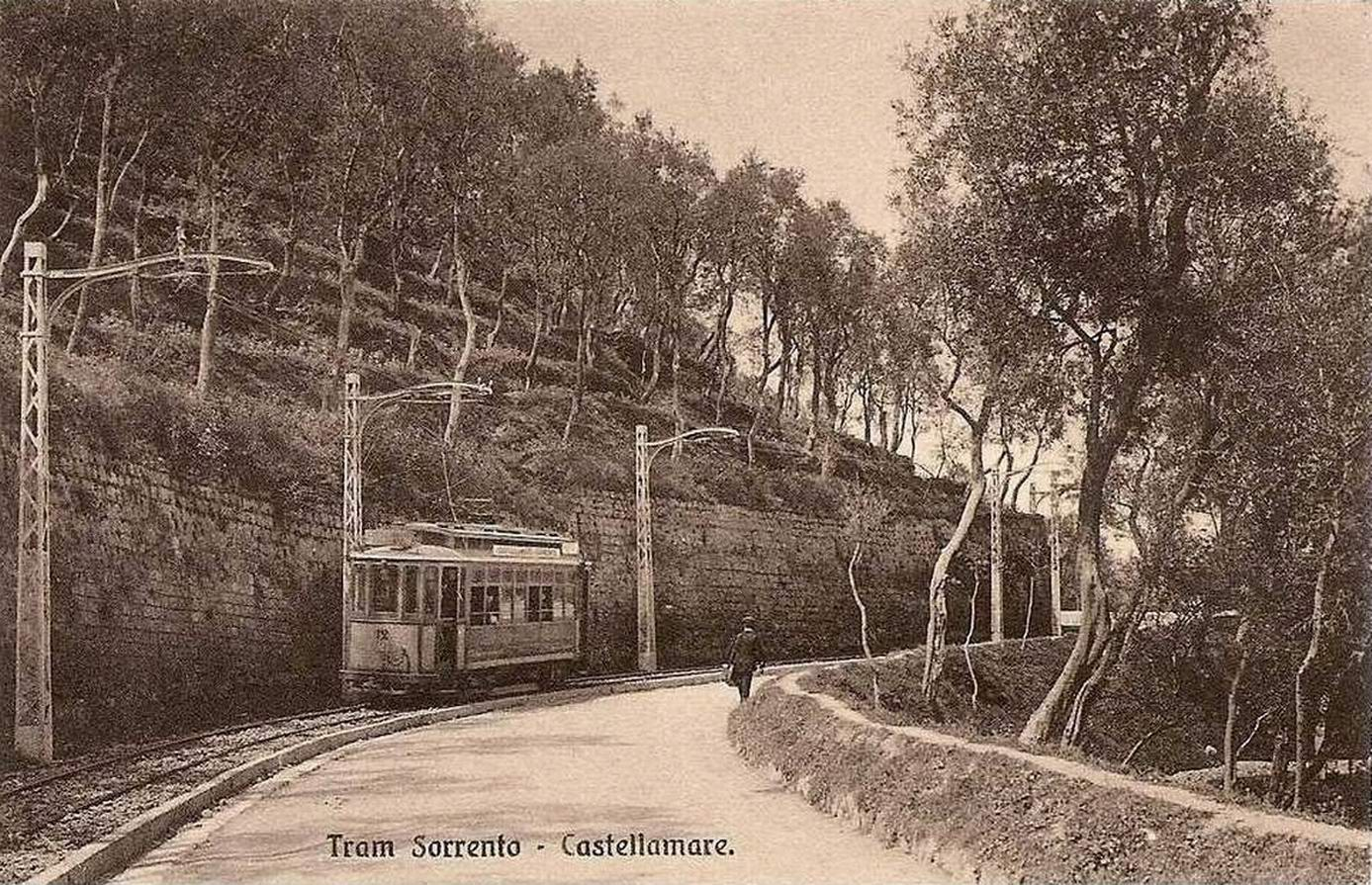
Il tram in sede propria lungo quella che in seguito divenne la statale 145 Sorrentina

Il tragitto diventava da qui in avanti pianeggiante e dopo aver superato il deposito vetture, attraversava i comuni di Piano di Sorrento e Sant'Agnello, dove erano posti altri posti di raddoppio, fino a giungere a Sorrento: la tranvia terminava, dopo aver attraversato tutto il centro cittadino, in località Ponte Parsano, a doppio binario. L'intera tranvia aveva una lunghezza di 19,4 km e nel corso della sua storia non ha mai subito variazioni di percorso, eccetto lo spostamento del capolinea di Castellammare, nel 1934, dalla stazione FS a quella SFSM: per consentire questo movimento fu realizzato un raccordo di pochissimi metri, in quanto la tranvia passava nei pressi della ferrovia.

## Materiale rotabile

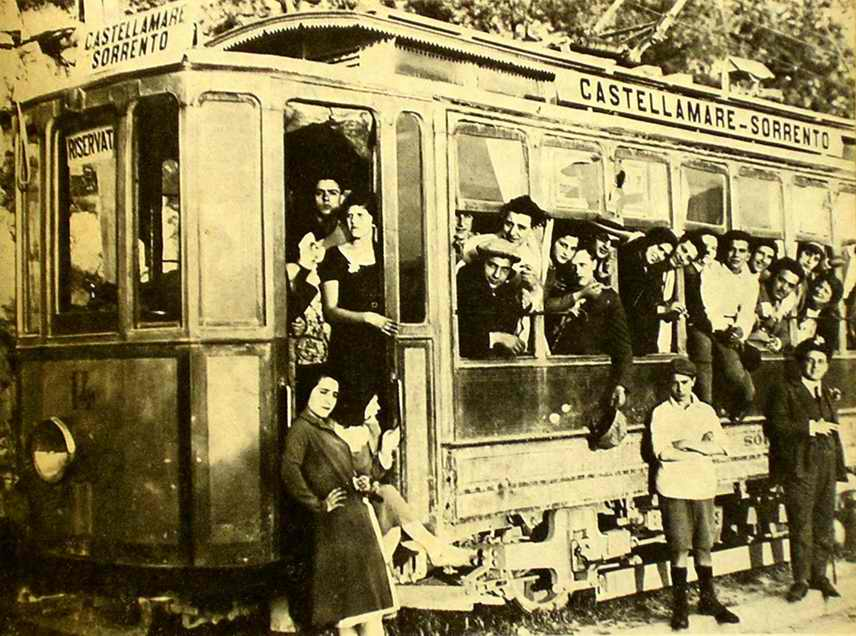
Un'automotrice delle tranvie sorrentine

Il parco rotabile della tranvia era dotato di sedici elettromotrici e nove rimorchiate, che vennero ordinate il 10 ottobre 1903 all'industria Siemens di Berlino: le prime dodici vetture furono consegnate nel 1905, mentre le restanti quattro nel 1906. Avevano una lunghezza di 9,60 metri ed equipaggiate con motore Siemens, in modo da ottenere una potenza di 100 hp. Le casse erano in legno e divise in prima e seconda classe per un totale di 22 posti a sedere: in seguito al rinnovamento del 1934 la prima classe fu eliminata ed i posti a sedere aumentati a 24; le vetture erano dotate di otto finestrini su ogni lato, oltre ad un lucernaio superiore, lungo quanto il vano passeggeri. La colorazione era giallo paglierino e rosso, con la parte frontale color nocciola, mentre a partire dagli anni venti si passò al verde. Delle nove rimorchiate, sei erano destinate al trasporto dei viaggiatori, mentre le altre tre erano utilizzate come bagagliaio.